# Dépressage
En sylviculture, le dépressage est une opération consistant à sélectivement supprimer un certain nombre de jeunes sujets dans un peuplement très dense (généralement monospécifique, équienne et issu de semis après une coupe rase ; au stade gaulis) afin de favoriser le développement des arbres-objectifs ainsi conservés.
Lorsque l'on opère sur une futaie plus mûre, on parle de balivage ou d'éclaircie.
Les jeunes arbres peuvent être coupés (et emportés ou laissés au sol) ou tués  par un écorcage annulaire et laissés debout comme source de bois mort.

## Exemple
Dans le cas d'un peuplement dense de Douglas issu de semis, 30 à 50 % des tiges sont ainsi supprimées.

## Objectifs
Dans le cas de la sylviculture intensive, cette opération vise à :
- homogénéiser le peuplement, pour permettre une coupe (circulation plus facile) et une vente plus rapidement
- accélérer la « durée de révolution » (à ne pas confondre avec le cycle sylvigénétique qui lui, comprend la phase de sénescence et une phase de décomposition/bois-mort).

## Inconvénients
- Coûts en temps et main d'œuvre : par exemple, dans un peuplement artificiel de Douglas, le gain pour la révolution serait de 5 à 10 ans (si l'opération est associée à un élagage[2] ), mais avec un coût moyen de 2,5 à 4,25 hommes-jours par hectare[2] pour favoriser les arbres d'avenir de qualité.
- Si le dépressage est trop important, la mise en lumière produit des gourmands ou risque de déformer la branchaison ou la rectitude de l'arbre en leur faisant perdre de leur valeur[2].

Dans un boisement dense, en l'absence de dépressage, il finit par y avoir ;
- un « autoélagage » progressif des basses branches, induit par le manque de lumière sous les houppiers,
- une sélection naturelle (mais différente de la sélection que le sylviculteur aurait pratiquée).